# Brezovica (okres Sabinov)
Brezovica je obec na Slovensku v okrese Sabinov. Žije v ní přibližně 1 700 obyvatel. Brezovica patří z pohledu historie k nejvýznamnějším obcím Šariše. Leží na styku Levočských vrchů a Bachurně. Protéká jí řeka Torysa.

## Historie
Poprvé se písemně vzpomíná už v roce 1316. V té době se u vsi pravděpodobně nacházel brezovický hrad, který vystavěl jako rodinné sídlo rod Berzeviců. Hrad zanikl zřejmě koncem 15. století a dochovaly se z něj pouze terénní relikty. Zachovaly se však jiné památky, zejména původně gotický, později upravený kostel Všech svatých z doby okolo roku 1300. Kromě toho bylo v Brezovici sedm kúrií a renesanční kaštel ze 17.  století. Ve vsi přetrvávají živé prvky lidové architektury i tradičních řemesel.

## Pamětihodnosti
- Barokní kurie (čp. 75)
- Kurie přestavěná na sýpku (čp. 164)
- Židovský hřbitov
- Pohřební kaple
- Brezovický hrad
- Pamětní deska padlým v první světové válce
- Kostel Všech Svatých
- Kaštel rodu Berzeviczů (čp. 299)
- Kurie rodu Berzeviczů (čp. 103)